# Здание Уфимского городского приходского училища
Здание Уфимского городского приходского училища — памятник истории и архитектуры начала XX века, объект культурного наследия России регионального значения, расположенный в северо-восточной части Никольской площади города Уфы. Построено для городского училища при Уфимском учительском институте.
В здании расположен Башкирский хореографический колледж имени Рудольфа Нуреева.

## История
Двухэтажное здание возведено в кирпичном стиле в 1910-е годы на Малой Казанской улице (ныне — улица Свердлова) для городского приходского училища города Уфы.
С 1922 года в здании располагалась общеобразовательная школа № 2, которая с 1926 года имела бухгалтерский уклон, а с 1929 года — выпускала учителей начальных классов. В 1933–1941 годах — образцовая средняя школа № 2. В 1945–1955 годах в школе обучался Р. Х Нуреев.
6 января 1986 года, после полной реконструкции, выполненной при поддержке первого секретаря Башобкома КПСС М. З. Шакирова, здание заняло открывшееся Уфимское хореографическое училище на 210 учащихся: с запада к зданию был пристроен четырехэтажный корпус с интернатом на 170 мест, а также столовой, балетными залами, библиотеками и маленьким театром.
В 2017 году здание включено в Единый государственный реестр объектов культурного наследия (памятников истории и культуры) народов Российской Федерации как объект культурного наследия регионального значения.